# Gesamtschule Globus am Dellplatz
Die Gesamtschule Globus am Dellplatz ist eine weiterführende Schule mit gymnasialer Oberstufe in Duisburg.
Sie ist die erste Agenda21-Schule in NRW.

## Geschichte
Die Schule wurde 1996 gegründet und bezog das Schulgebäude der ehemaligen Gottfried-Könzgen-Schule. Zunächst war unklar, ob die Schule eine gymnasiale Oberstufe bekommen sollte. Da die benötigte Anzahl von 42 Schülern nicht erreicht wurde, kam die Oberstufe im Jahr 2000 vorerst nicht zustande. Als 2011 die Anmeldezahlen ausreichten, wurde die Schule von 4 auf 5 Züge erweitert und die Oberstufe beschlossen. Im Jahr 2020 wurde die Gesamtschule zur Euregioprofilschule ernannt.

## Standorte
Die Schule verfügt über mehrere Standorte:

### Hauptstelle
Die Hauptstelle ist ein Neubau, der die Abteilung 2 (Klasse 8–10) und die gymnasiale Oberstufe Klasse (11–13) beherbergt. Sie befindet sich an der Gottfried-Könzgen-Straße im Dellviertel.
Im Sommer 2017 stellte der TÜV Nord in mehreren Räumen des Gebäudes Schadstoffe wie Benzol und Naphtalin fest. Ursache war offenbar ein Parkettboden, der mit PAK-haltigen Kleber verarbeitet wurde. Im Herbst 2017 konnten alle Räume, nach einer umfangreichen Sanierung, wieder genutzt werden.

### Dependance
Der Standort Dependance befindet sich in Hochfeld an der Gitschiner Straße und beherbergt die Abteilung 1 (Klasse 5–7).

### DAZ-Zentrum
Das Zentrum für Seiteneinsteiger-Klassen befindet sich an der Wrangelstraße 17.

## Bildungsangebot

### Abschlüsse
- Hauptschulabschluss
- Mittlerer Schulabschluss (Realschulabschluss)
- Mittlerer Schulabschluss (Realschulabschluss, mit Qualifikationsvermerk)
- Fachgebundene Hochschulreife (Fachabitur, schulischer Teil, nach erfolgreichem Abschluss der Q1)
- Allgemeine Hochschulreife (Abitur)

### Fächer
Es werden die in Unter- und Oberstufe üblichen Fächer unterrichtet.
Darüber hinaus wird die Fremdsprache Niederländisch und Sport als viertes Fach im Abitur angeboten.

## Ehemalige Schüler
- Christopher Hans, Wasserball-Nationalspieler, ASCD Duisburg[10]